# Осада Жадовиля
Осада Жадовиля (13 — 17 сентября 1961 года) — сражение, состоявшееся в ходе миротворческой миссии ООН во время конголезского кризиса. Рота «А» 35-го батальона Ирландской армии из состава миротворческого контингента ООН в Конго, размещенная в Жадовиле, была атакована силами одной из сторон конфликта, т. н. «жандармерией Катанги», лояльной Моису Чомбе. Нападавшие многократно превосходили силы ООН и имели тяжелое вооружение. В составе сил Чомбе находилась также группа белых наемников.
Имея лишь легкое вооружение, ирландцы в течение шести дней отражали атаки превосходящих сил и сдались после того, как у них закончились боеприпасы. В течение месяца они содержались как военнопленные. Эпизод в Жадовиле стал последним случаем использования ирландских и шведских солдат в миротворческой миссии ООН в Конго.
В течение долгих лет подвиг ирландских солдат не получал признания: напротив, им вменяли в вину тот факт, что они сдались, и называли «Жадовильскими трусами». Многие бойцы страдали от посттравматического синдрома, шестеро из них впоследствии покончили с собой. Лишь в начале XXI века события получили переоценку, и участники сражения были награждены.

## В искусстве
Книги
- Деклан Пауэр[англ.] The Siege at Jadotville: The Irish Army’s Forgotten Battle (2005)[10]

Фильмы
- Осада Жадовиля, 2016[11].